# Kary Mullis
Kary Banks Mullis (28 tháng 12 năm 1944 - 7 tháng 8 năm 2019) là nhà khoa học người Mỹ, đã nhận giải Nobel hóa học năm 1993. Ông được cả thế giới ca tụng là "một trong những bộ óc lớn nhất thế kỷ XX" và nổi tiếng nhất nhờ phát minh ra kỹ thuật PCR. Mullis là con người toàn năng trong mọi lĩnh vực, chẳng có một ranh giới cho ngành chuyên môn hẹp nào mà ông không vượt qua. Mullis đã phát minh ra chất dẻo đổi màu khi chiếu tia tử ngoại. Bài báo "Ý nghĩa vũ trụ của thời gian ngược" của ông gây chấn động cả thế giới khoa học.

## Những phát minh
Phát minh của nhà bác học dị thường này rất nhiều và đa dạng. Nhưng phát minh lớn nhất đem lại vinh quang cho ông là phản ứng chuỗi pôlymeraza (viết tắt là PCR). Trong kỹ thuật ban đầu, enzym DNA pôlymeraza chiết xuất từ vi khuẩn chịu nhiệt Thermus Aquaticus để nhân bản một đoạn DNA thành 200.000 bản sao giống hệt nhau và giống như đoạn DNA gốc ban đầu. Đoạn DNA ban đầu của mỗi mẫu lấy được đã được các nhà hình pháp học đặt tên là "vân tay DNA"
PCR là quá trình nhân đôi một DNA nhất định liên tục nhân lên vô số lần tuỳ ý. Kỹ thuật này dựa trên hiện tượng biến tính DNA khi bị đun nóng ở nhiệt độ nhất định, thì hai mạch DNA bị tách ra do các cầu hydro bị "đứt". Sau đó, dùng DNA pôlymeraza của vi khuẩn chịu nhiệt để xúc tác quá trình nhân đôi qua nhiều chu kỳ cho đến khi đạt được lượng DNA bản sao cần có.
Nhờ phát minh của Mullis, người ta có thể thu được một lượng DNA tùy ý. Phát minh này được áp dụng trong rất nhiều lĩnh vực, đăc biệt nó hỗ trợ đắc lực cho những nhà hình sự học trong việc điều tra tội phạm. Chỉ cần một chút da, hay một sợi tóc của thủ phạm để lại trên hiện trường, có thể phát hiện ngay ra thủ phạm một cách chính xác. Ngoài ra, nhờ PCR, người ta có thể tiến hành hàng loạt những xét nghiệm khác, nhất là phục vụ xét nghiệm Covid 19 trong đại dịch hiện nay.

## Liên kết
- Kary Mullis (personal webpage).
- Patent portfolio, Directory inventor, Bản gốc lưu trữ ngày 10 tháng 1 năm 2013, truy cập ngày 28 tháng 12 năm 2012.

### Phỏng vấn
- Interview, Nobel Prize committee, 2005.
- Klipfel, 1998, Bản gốc lưu trữ ngày 10 tháng 2 năm 2007, truy cập ngày 28 tháng 12 năm 2012 {{Chú thích}}: |first= thiếu |last= (trợ giúp) regarding his views on HIV/AIDS.